# شکارچی کوسه
شکارچی کوسه (ایتالیایی: Il cacciatore di squali) یک فیلم ماجراجویی ایتالیایی به کارگردانی انزو جی کاستلاری است که در سال ۱۹۷۹ منتشر شد.
این فیلم در کسومل، جزیره‌ای نزدیک ساحل مکزیک فیلمبرداری شد.